# Eleonore Weisgerber
Eleonore Weisgerber, all'anagrafe Eleanore Weisgerber-Bliese (Wiesbaden, 18 agosto 1947) è un'attrice tedesca, dal 1968 ha partecipato a più di 150 produzioni in cinema, televisione, teatro. Ha lavorato con registi come Pete Ariel, Claude Chabrol, Dagmar Damek, Michael Günther, Wolfgang F. Henschel, Vanessa Jopp, Cüneyt Kaya, Helmut Käutner, Christian Petzold, Peter Schamoni, Margarethe von Trotta, Rolf von Sydow, Franz Peter Wirth e Krzysztof Zanussi.

## Biografia
Eleonore Weisgerber nasce nel 1947 figlia di un'infermiera e un commerciante di Wiesbaden. Dall'età di tre anni e fino a sette, vive con la famiglia a Santo Domingo nella Repubblica dominicana. Dopo il ritorno in Germania si stabiliscono a Baden-Baden.
Fin dalla giovane età decide di diventare attrice, in ricordo anche della nonna materna già attrice a inizio secolo. Dopo il diploma al Wilhelm-Dörpfeld-Gymnasium di Wuppertal frequenta dal 1966 al 1969 la Max-Reinhardt-Schule di Berlino (frequentando anche la Universität der Künste). Nel 1978 si diploma con Lee Strasberg; Negli anni 2000 frequenta anche docenti come Geraldine Baron, Larry Moss e Ivana Chubbuck.

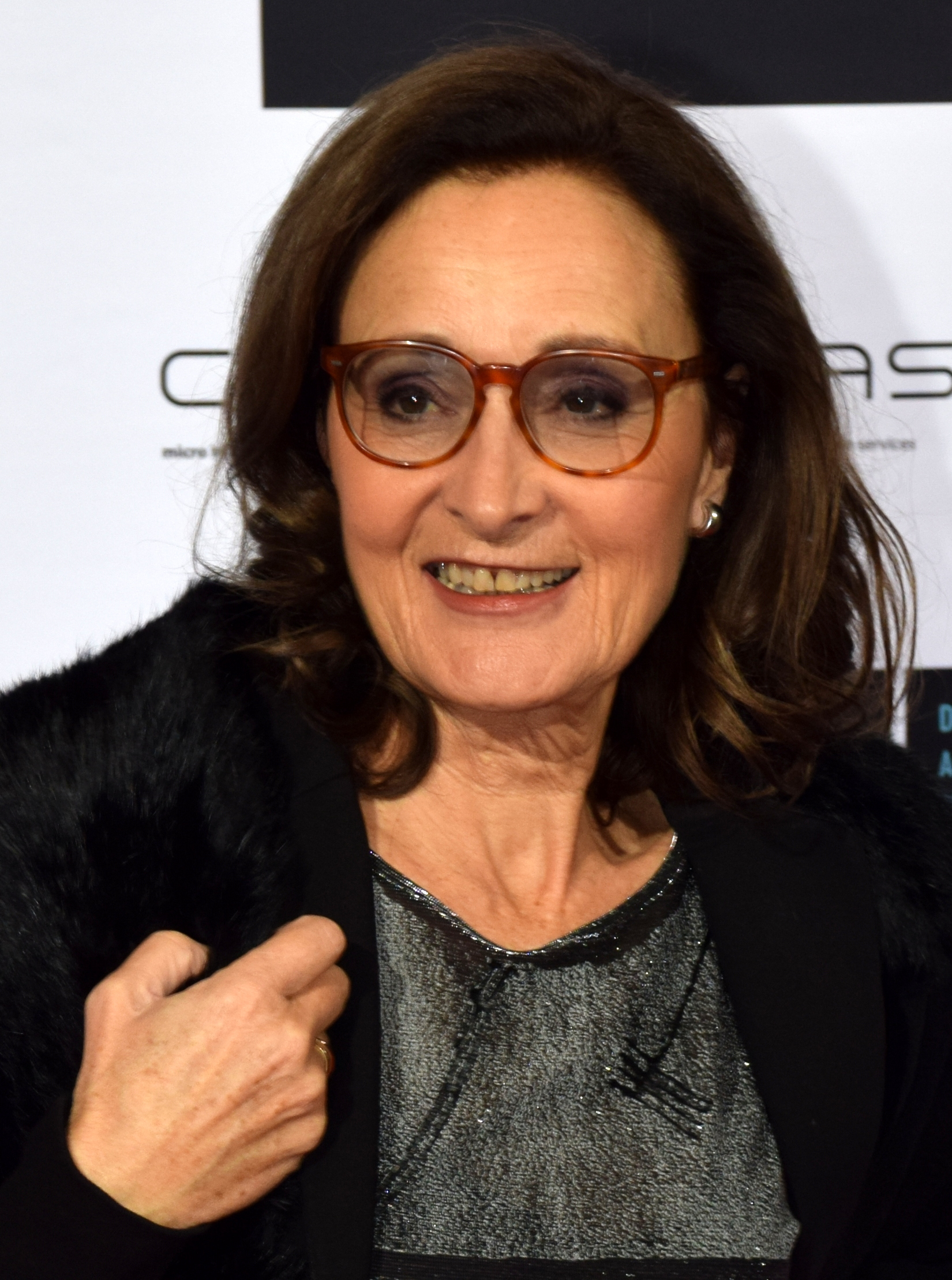
Eleonore Weisgerber nel 2015 alla Deutsche Akademie für Fernsehen

Debutta in televisione nel 1968 nella serie Bel Ami, al fianco di Helmut Griem e per la regia di Helmut Käutner. 
Un'altra serie nota dove interpreta la Dr. Gisela Saalbach è Praxis Bülowbogen (1987–1992) con Günter Pfitzmann.
Weisgerber partecipa a serie note televisive come Der Kommissar, L'ispettore Derrick, Der Alte, Un caso per due, Tatort,  Peter Strohm, Wolffs Revier, Schlosshotel Orth, Nikola, Pfarrer Braun, Ein starkes Team, Chaos-Queens e Zimmer mit Stall.
A teatro debutta nel 1969 alla Komödie Düsseldorf. Seguiranno altri ingaggi in diversi teatri come Theater Dortmund (1970–72), Theater Bremen (1972–73), Stadttheater Heidelberg (1973–1978) e Stadttheater Basel (1978–1981).
Eleonore Weisgerber è membro della Deutsche Filmakademie, della Deutsche Akademie für Fernsehen e della Bundesverband Schauspiel.
Nel 2007 Weisgerber fonda „in Balance“ – fondazione per il disturbo bipolare di Berlino, che collabora con la fondaziona nazionale Deutsche Gesellschaft für Bipolare Störungen.

## Discografia
- 2004: Aufstieg & Fall Der Femme Fatal – CD con esibizioni dal vivo, editore:Duo-phon-Musikverlag, Berlino

## Onorificenze
- 2022: DAfFNE-Preis della Deutsche Akademie für Fernsehen: miglior attrice per Auf dem Grund.